# Евтеева, Нина Александровна
Нина Александровна Евтеева (род. 24 ноября 1982, Омск, СССР) — российская шорт-трекистка. Заслуженный мастер спорта России (2005). Мастер спорта России международного класса (2001). Выступала за ВФСО «Динамо» и Омскую область. Участница зимних Олимпийских игр 2002 и 2010 годов. 2-кратная чемпионка Европы, многократная призёр чемпионата Европы, 30-кратная чемпионка России (2003, 2004, 2008-2010 - многоборье; 2008, 2009 - 500 м; 2006, 2008, 2012, 2015 - 1000 м; 2003, 2005, 2008-2011 - 1500 м; 2001, 2003, 2010, 2011 - 3000 м; 2001, 2003, 2004, 2009, 2011-2015 - эстафета 3000 м). Серебряный призёр (2001, 2005 - многоборье; 2004, 2010-2012 - 500 м; 2003-2005, 2009 - 1000 м; 2001, 2004, 2015 - 1500 м; 2004, 2008, 2014 - 3000 м; 2008, 2010 - эстафета 3000 м) и бронзовый призёр (2011 - многоборье; 2001 - 500 м; 2007, 2011 - 1000 м; 2006, 2007 - 1500 м) чемпионатов России.

## Биография
Нина Евтеева родилась в Омске, где в возрасте 11 лет, в феврале 1994 года начала заниматься шорт-треком у Николая Георгиевича Ларионова. В 1997 году на первенстве России среди юниоров в Рыбинске выполнила норматив мастер спорта России. В 1998 году девушка перешла в группу заслуженного тренера России Анатолия Брасалина. Член сборной России с 1998 года. В 1999 и 2000 годах стала победительницей первенства России среди юниоров.
Тогда же в 2000 году приняла участие на юниорском чемпионате мира в Секешфехерваре и на взрослом чемпионате мира в Шеффилде, где в общем рейтинге заняла 28-е место, но уже в 2001 году завоевала бронзу в составе эстафеты на чемпионате Европы в Гааге, а в общем зачёте стала 20-й. На чемпионате мира среди юниоров в Польше заняла 14-е место. В 2001 году по итогам выступления на этапе Кубка мира в Китае омской спортсменке было присвоено звание мастер спорта России международного класса. 
В январе 2002 года заняла 6-е место в многоборье на чемпионате Европы в Гренобле. Через месяц участвовала в составе олимпийской сборной России на зимних Олимпийских играх в Солт-Лейк-Сити, где в беге на 500 м заняла 19-е место, на 1000 м - 15-е и на дистанции 1500 м заняла 10-е место. С 2003 по 2004 годы и с 2008 по 2010-е Евтеева 5 раз выигрывала титул чемпионки России в многоборье, становилась неоднократной победительницей и призером чемпионатов страны на отдельных дистанциях.
В январе 2003 года на чемпионате Европы в Санкт-Петербурге Нина впервые завоевала бронзовые медали в беге на 1000, 1500 метров и в общем зачёте многоборья, а также выиграла серебряную медаль в эстафете. Осенью 2003 года на Кубке мира в Солт-Лейк-Сити выиграла золото в эстафете и бронзу в беге на 1500 м. В январе 2004 года на чемпионате Европы в Зутермере она вновь взяла бронзу на дистанции 1000 м и завоевала золотую медаль в эстафете вместе с Мариной Третьяковой, Татьяной Бородулиной и Елизаветой Ивлиевой, а в общем зачёте заняла 6-е место. В октябре стала серебряным призером этапа Кубка мира в Канаде.
На очередном чемпионате Европы в Турине оказалась на третьем месте в беге на 1500 м и завоевала ещё одну золотую медаль в эстафете и поднялась на 5-е место в личном зачёте многоборья. Весной на чемпионате России выиграла золото в эстафете, а осенью на Кубке мира в Канаде стала третьей в беге на 3000 м. В сентябре на Кубке мира в китайском Ханчжоу заняла 4-е место в беге на 500 м и 3-е в беге на 3000 м.
В 2006 году Евтеева заняла общее 10-е место на чемпионате Европы в Крынице-Здруй и с командой в эстафете осталась на 4-м месте. В сезоне 2006/2007 не входила в состав сборной, находясь в декретном отпуске, и только осенью-зимой 2007 года выступила на Кубке мира в Херенвене и Турине. В январе 2008 года на чемпионате Европы в Вентспилсе завоевала бронзу в беге на 1000 м, серебро на 1500 м и в личном многоборье выиграла бронзу.
На командном чемпионате мира в Харбине в марте 2008 года в женской команде заняла 8-е место. С октября по декабрь она активно выступала на Кубке мира, и в Ванкувере смогла дойти до 5-го места на дистанции 1000 м. В 2009 году на чемпионате Европы в Турине в составе эстафетной команды заняла 4-е место и 19-е в личном зачёте многоборья. В 2009 году она стала обладателем Кубка России и победила на чемпионате России в забегах на 500 и 1500 метров.
В январе 2010 года на чемпионате Европы в Дрездене участвовала только в эстафете и выиграла серебряную медаль. Через месяц на зимних Олимпийских играх в Ванкувере заняла 15-е место в беге на 1500 м и 24-е место в беге на 1000 м. в феврале 2011 года на Кубке мира заняла 7-е место в беге на 1500 м в Дрездене. На командном чемпионате мира в Варшаве заняла 7-е место.
На чемпионате мира в Китае в марте 2012 года в составе команды заняла 7-е место в эстафете и в личном зачёте 25-е место. В апреле Нина Евтеева получила серьёзную травму колена, после операции долго восстанавливалась, но осенью уже выступала на этапах кубка мира. В начале 2013 года заняла 5-е место в эстафете на чемпионате Европы в Мальмё. В марте на чемпионате мира в Дебрецене осталась на 7-м месте в эстафете.
В сезоне 2014/2015 она не смогла пробиться в сборную. Она наблюдала в феврале 2014 года за  Олимпийскими играми в Сочи на трибунах, и когда Российская сборная выиграла первую Олимпийскую медаль в шорт-треке, подстриглась наголо. В феврале 2015 года омичка выиграла Кубок России, опередив в многоборье Юлию Кичапову.
В марте 2015 года на чемпионате страны на отдельных дистанциях в Рыбинске Нина Евтеева выиграла в беге на 1000 метров и завоевала своё 30-е золото чемпионатов России. На этой мажорной ноте она объявила о завершении карьеры. «Трудно передать, что у меня сейчас творится на душе, — сказала Нина Евтеева. – Испытываю и грусть, что завершила карьеру спортсменки, и радость от такой одновременно официальной и дружеской церемонии моих проводов из спорта. Я рада, что ухожу из большого спорта на победной волне».

## Тренерская деятельность
В том же 2015 году она начала работать в Техническом комитете Союза конькобежцев России. Позже работала в спортивной школе Олимпийского резерва (СШОР) по конькобежному спорту "Комета" в Омске. С ноября 2023 года возглавила Гусевское отделении по шорт-треку. В 2024 году Евтеева прошла курсы повышения тренерской квалификации и работает тренером-преподавателем в ГБУ ДО КО «СШ по зимним видам спорта» города Калининграда.

## Личная жизнь
Нина Александровна с 2000 по 2006 годы обучалась в Омском ГУОР (Государственное училище Олимпийского резерва). Окончила Сибирский государственный университет физической культуры и спорта. Она замужем, у неё есть дочь Мария (2006) и два сына. Дочь занималась фигурным катанием с 4-х лет, затем спортивной акробатикой и с 9 лет стала тренироваться в шорт-треке.